# Хельвиг, Отто
Отто Хельвиг (нем. Otto Hellwig; 24 февраля 1898, Нордхаузен, Германская империя — 20 августа 1962, Ганновер, ФРГ) — группенфюрер СС, генерал-лейтенант полиции, руководитель СС и полиции в Житомире.

## Биография
Ганс Хельвиг родился 24 февраля 1898 года. Участвовал в Первой мировой войне и после её окончания стал членом добровольческого корпуса Россбаха. С конца 1920-х годов служил в полицейском управлении в Билефельде. С 1934 года был начальником земельной полиции в Липпе. 1 мая 1933 года вступил в НСДАП (билет № 2155531). 1 июля 1935 года был зачислен в ряды СС (№ 272289). С 1935 по 1937 год возглавлял гестапо в Бреслау.
До марта 1941 года Хельвиг возглавлял школу полиции безопасности и СД в Шарлоттенбурге. Кроме того, он был инструктором и командиром одной из айнзацкоманд в составе айнзацгруппы специального назначения, которой командовал Удо фон Войрш в Польше и которая подготовила нападение на радиостанцию в Глайвице в рамках операции «Танненберг». Потом он недолго был руководителем гестапо в Катовице. С марта 1941 по октябрь 1942 года Хельвиг служил в качестве инспектора полиции безопасности и СД в Шттетине. С конца октября 1942 года был руководителем СС и полиции в Житомире, а затем до июля 1944 года находился на посту руководителя СС и полиции в Белостоке. Под его руководством СС и полиция уничтожили 108 деревень и убили 2336 человек. С декабря 1944 года он являлся заместителем руководителя абшнита СС «Северо-Восток». С января 1945 года был заместителем руководителя СС и полиции «Северо-восток» со штаб-квартирой в Кёнигсберге.
После окончания войны был интернирован. Информация о денацификации Хельвига не сохранилась. В начале 1950-х годов Хелвиг описал свой опыт в операции «Танненберг». Умер в 1962 году в Ганновере.